# Tetoviranje
Tetoviranje je trajno unošenje tinte različitih boja u kožu uz pomoć posebno izrađenih igli. Tetoviraju se uglavnom ljudi i to iz estetskih, ritualnih, običajnih, zdravstvenih te društvenih razloga. Životinje se tetoviraju u svrhu označavanja vrste za uzgoj, vlasništvo, selekciju i zdravstvene svrhe. U simboličkom smislu, tetoviranje je nešto poput odijevanja bez odjeće - ipak, prije svega u kombinaciji s odjećom (na dijelovima tijela vidljivim nakon odijevanja).
Čovjek s najviše tetovaža na svijetu je, prema Mumbai Mirroru, delhijdski biznismen Har Prakash, koji je svoje ime promijenio u Guinness Rishi. S tetoviranjem je započeo 2009 i zasad je na tijelu istetovirao 305 državnih zastava

## Povijest tetoviranja
Tetoviranje ne potječe samo s jednog određenog područja, već je u povijesti bilo poznato kod različitih civilizacija. Kao prvi primjer navode se tetovaže Maorskih plemena s otočja Novog Zelanda. Maori imaju facijalne tetovaže, a smatra se da riječ tetovaža (eng. Tattoo) dolazi od njihove riječi tatau. Japanci se tetoviraju takozvanim "irezumi" tetovažama, koje su također facijalne, što je japanska tradicija.
Poznato je da je tetoviranje različitih dijelova tijela rasprostranjeno diljem svijeta, počevši od Afrike (Berberska plemena, Južne Amerike (indijanska plemena), Kine itd. U suvremeno vrijeme tetoviranje ne poznaje granice i ljudi se tetoviraju u svim dijelovim svijeta. Ponekad je tetoviranje i simbol represije kao kod Židova za vrijeme Drugog svjetskog rata, kada su nacisti ljude u koncentracijskim logorima obilježavali tetoviranjem brojeva na podlaktice.
Sicanje (Tetoviranje Hrvata katolika u Bosni i Hercegovini) potječe još iz vremena turskog osvajanja Bosne i Hercegovine, kada su Turci otimali djecu i vodili ih u janjičare, a djevojke prisilno uzimali i privodili na islam. Hrvati katolici su počeli tetovirati kršćanske simbole kako bi bili odbojni Turcima i kako bi naglasili pripadnost katoličkoj vjeri.

## Nuspojave tetoviranja
Tetoviranje kao proces zabadanja igle u kožu s unosom pigmenta samo po sebi već je vrsta napada na organizam, te pri tetoviranjima u kojima nisu zadovoljeni svi sanitetski uvjeti može doći do pojave različitih bolesti:
- tetanus
- HIV virus
- hepatitis
- herpes
- druge infekcije.

Tetovaže se ne mogu ili se teško uklanjaju, a ako se tetovaža osobi koja se tetovirala nakon određenog vremena ne sviđa, nije je moguće ukloniti uopće ili je samo djelomično uklonjiva. Pri uklanjanju ostaju vidljivi ožiljci na koži pa se češće pribjegava prikrivanju tetovaža nekom novom tetovažom. Premda moderna medicina sve više omogućuje neprimjetnije uklanjanje tetovaža, one zbog svog kemijskog sastava i načina izrade uvijek jednim dijelom ostanu vidljive.
Ljudi koji se podvrgnu tetoviranju na vidljivim mjestima, naročito licu, znaju biti predmet poruge i otežane integracije u društvo i njegove norme.

## Razlozi tetoviranja
Ljudi se tetoviraju iz različitih razloga, najčešće osobnih, ali i zbog društvenih normi: pojedine bande imaju svoje tetovaže (američke bande, japanska mafija - Jakuza), pojedine religije,  narodi (Maori, Berberi, Caduveo), kao i zatvorenici.
Sicanje (tetoviranje Hrvata katolika u Bosni i Hercegovini datira još iz vremena turskih osvajanja Bosne I Hercegovine kada su oni svoju djecu tetovirali kako bi ih zaštitili od turske otmice i kako bi sačuvali djevojke od begova koji su imali pravo prve bračne noći. Tetovirala su se djeca, većinom djevojke koje bi znak križa nosile na rukama i ispod vrata. Na području Kupresa, tetoviralo se s prokuhanim majčinim mlijekom u koje bi se dodalo gara i tinte, a zatim bi se užarenom iglom radili simboli križeva.  
Tetoviranje se obavlja i iz zdravstvenih razloga, zbog prikrivanja raznih ožiljaka i u rekonstrukcijskoj medicini (bradavice kod uklanjanja dojke). 
Kod životinja tetoviranje se vrši u svrhu identifikacije (psi se tetoviraju na uhu), ali i iz zdravstvenih razloga (npr. psi koji imaju bijele njuške tetoviraju se zbog podložnosti sunčevoj svjetlosti).

## Tetoviranje u Hrvatskoj
U Hrvatskoj tetoviranje kao narodna tradicija postoji u petnaestak sela smještenih između Sinja i Šibenika. Pojavu je na zagrebačkom etnološkom seminaru 1953. godine prvi opisao Josip Vuletić iz Sinja. Ovdje je narodno ime za tetoviranje "sicanje". Podrijetlo tradicije seže u doseljavanja katoličkog stanovništva iz srednje i zapadne Bosne koncem 17. stoljeća. Kao i u Bosni, a i kod antičkih spominjanja ovakvih ukrašavanja tijela, običaj je bio karakteristično ženski - točnije, djevojački. Tetovirale su se djevojčice između 5 i 15 godina kako bi se zaštitile od otmice Turaka koji su ih prisilno obraćali na islam ili ih vodili u sužanjstvo u Tursku.
Tradicija se prekinula nakon Drugog svjetskog rata. Komunistička vlast u Jugoslaviji nije bila sklona isticanju religije, tako da je u mnogim regijama zabranjeno, međutim sicanje nastavljeno je i nakon 2. svjetskog rata, pretežno u Rami, Jajcu, Kraljevoj sutjesci itd. Može se pretpostaviti da je u ovom dijelu Dalmacije još između 50 i 100 tetoviranih starijih žena, uglavnom na zapešću i člancima prstiju.
- Barnet Burns
- tetoviranje ustiju, pleme Fulani
- Facijalno tetoviranje, pleme Khondi
- facijalna tetovaža, Čukči žena.
- Tetovaža maorskog poglavice
- tetovirani japanski muškarci
- Samoanac
- Tradicionalna samoanska tetovaža
- otok Rapa Nui.
- tetovirana piktska žena
- Virginijski Indijanci
- Suvremena tetovaža, Amina Munster
- Suvremena tetovaža.

## Vanjske poveznice
|  | Zajednički poslužitelj ima još gradiva o temi Tetoviranje |